# Galactia erecta
Galactia erecta är en ärtväxtart som beskrevs av Anna Murray Vail. Galactia erecta ingår i släktet Galactia och familjen ärtväxter. Inga underarter finns listade i Catalogue of Life.